# 王替夫
王 替夫（おう たいふ、1911年6月29日 – 2001年7月13日）は、満州国の外交官。

## プロフィール
駐ベルリン満州国公使館に勤務し、1939年6月から1940年5月までの間、ユダヤ難民を含む難民におよそ12,000通の満州国の通過ビザを発給したことで知られる。そのため「中国のシンドラー」と呼ばれる。
王替夫や中華民国の何鳳山、「日本のシンドラー」杉原千畝や樋口季一郎少将が発給した通過ビザにより、満州国から日本や中華民国経由で数万のユダヤ系ドイツ人・ポーランド人が極東へ避難することができた。
しかし第二次世界大戦終戦後は日本の傀儡政権とされた満洲国の官吏であった為、ソ連邦の戦犯管理所に12年勾留の末に帰国したが、同様の理由から北京当局により22年間下放の後に開放され、2002年にハルピンにて病没した。

## 著書
- 「五 苏联出兵东北 我军收复失地 53. 苏军进驻长春前后」、『伪满覆亡』（主編: 孙邦、副主編: 于海鹰・李少伯） 吉林人民出版社、1993年
- 王替夫（口述）、金淑梅（整理） 『伪满外交官的回忆（偽満外交官的回憶）』黒龍江文史資料第二十五輯、黒龍江人民出版社、1988年10月、NCID BN05577000
- 王替夫（口述）、楊明生（執筆） 『见过希特勒与救过犹太人的伪满外交官（見過希特勒与救過猶太人的偽満外交官）』 黒龍江人民出版社、2001年1月1日[8]、ISBN 7-207-05101-8 （題意: ヒトラーと出会いユダヤ人を救った傀儡満州外交官）